# Tour de France 2016/3. Etappe
Die 3. Etappe der Tour de France 2016 fand am 4. Juli 2016 statt. Sie führte über 223,5 Kilometer von Granville nach Angers. Es gab eine Bergwertung der 4. Kategorie und einen Zwischensprint in Bouillé-Ménard nach 171 Kilometern. Die flache Etappenankunft sorgte für einen Massensprint, der von Mark Cavendish gewonnen wurde.

## Rennverlauf
Vom Start weg attackierte Armindo Fonseca und begann eine Flucht als Solist. Der Franzose vom Team Fortuneo-Vital Concept gewann auch die erste Bergwertung nach 25,5 Kilometern. Da von einem einzelnen Ausreißer geringere Gefahr ausgeht, ließ das Feld Fonseca gewähren und ließ ihm bis zu elf Minuten Vorsprung. 90 Kilometer vor dem Ziel machte sich dann Thomas Voeckler (DEN) auf die Verfolgung Fonsecas, der sich immer noch allein in Front befand und noch 5:30 Minuten Vorsprung hatte. Nach dem wenig später erfolgten Zusammenschluss der beiden setzten sie ihre Flucht als Duo fort.
Das Aufschließen Voecklers an die Rennspitze sorgte für eine Beschleunigung des bis dahin gemächlich verlaufenden Rennens. Am Zwischensprint hatten beide nur noch eine Minute Vorsprung. Fonseca gewann die Punkte kampflos vor Voeckler, im Feld war Marcel Kittel (EQS) am Schnellsten. Acht Kilometer vor dem Ziel wurden beide schließlich eingeholt und die Sprintermannschaften übernahmen die Kontrolle im Feld. In einem per Photofinish entschiedenen Massensprint setzte sich Mark Cavendish (DDD) gegen André Greipel (LTS) durch. Dritter wurde Bryan Coquard (DEN) vor Peter Sagan (SVK), der zwar sein Grünes Trikot wieder an Cavendish verlor, aber die Führung in der Gesamtwertung behauptete. Ebenso blieben Jasper Stuyven (TFS) und Julian Alaphilippe (EQS) führend in der Berg- und Nachwuchswertung. Als kämpferischster Fahrer der Etappe wurde Thomas Voeckler ausgezeichnet.

## Punktewertungen
| Zwischensprint in Bouillé-Ménard nach 171 km auf 55 m |                        |                           |         |
| 1.                                                    | Frankreich             | Armindo Fonseca (FVC)     | 20 Pkt. |
| 2.                                                    | Frankreich             | Thomas Voeckler (DEN)     | 17 Pkt. |
| 3.                                                    | Deutschland            | Marcel Kittel (EQS)       | 15 Pkt. |
| 4.                                                    | Norwegen               | Alexander Kristoff (KAT)  | 13 Pkt. |
| 5.                                                    | Slowakei               | Peter Sagan (TNK)         | 11 Pkt. |
| 6.                                                    | Vereinigtes Konigreich | Mark Cavendish (DDD)      | 10 Pkt. |
| 7.                                                    | Deutschland            | André Greipel (LTS)       | 9 Pkt.  |
| 8.                                                    | Australien             | Michael Matthews (OBE)    | 8 Pkt.  |
| 9.                                                    | Frankreich             | Bryan Coquard (DEN)       | 7 Pkt.  |
| 10.                                                   | Italien                | Fabio Sabatini (EQS)      | 6 Pkt.  |
| 11.                                                   | Argentinien            | Maximiliano Richeze (EQS) | 5 Pkt.  |
| 12.                                                   | Belgien                | Thomas De Gendt (LTS)     | 4 Pkt.  |
| 13.                                                   | Deutschland            | Tony Martin (EQS)         | 3 Pkt.  |
| 14.                                                   | Spanien                | Imanol Erviti (MOV)       | 2 Pkt.  |
| 15.                                                   | Spanien                | Jesús Herrada (MOV)       | 1 Pkt.  |

| Etappenziel in Angers nach 223,5 km auf 46 m |                        |                          |         |
| 1.                                           | Vereinigtes Konigreich | Mark Cavendish (DDD)     | 50 Pkt. |
| 2.                                           | Deutschland            | André Greipel (LTS)      | 30 Pkt. |
| 3.                                           | Frankreich             | Bryan Coquard (DEN)      | 20 Pkt. |
| 4.                                           | Slowakei               | Peter Sagan (TNK)        | 18 Pkt. |
| 5.                                           | Belgien                | Edward Theuns (TFS)      | 16 Pkt. |
| 6.                                           | Norwegen               | Sondre Holst Enger (IAM) | 14 Pkt. |
| 7.                                           | Deutschland            | Marcel Kittel (EQS)      | 12 Pkt. |
| 8.                                           | Frankreich             | Christophe Laporte (COF) | 10 Pkt. |
| 9.                                           | Vereinigtes Konigreich | Daniel McLay (FVC)       | 8 Pkt.  |
| 10.                                          | Niederlande            | Dylan Groenewegen (TLJ)  | 7 Pkt.  |
| 11.                                          | Norwegen               | Alexander Kristoff (KAT) | 6 Pkt.  |
| 12.                                          | Australien             | Michael Matthews (OBE)   | 5 Pkt.  |
| 13.                                          | Deutschland            | John Degenkolb (TGA)     | 4 Pkt.  |
| 14.                                          | Italien                | Davide Cimolai (LAM)     | 3 Pkt.  |
| 15.                                          | Frankreich             | Julian Alaphilippe (EQS) | 2 Pkt.  |